# World Extreme Cagefighting
World Extreme Cagefighting (WEC) var en amerikansk Mixed martial arts-organisation verksam mellan 2001 och 2010. I början av 2011 slogs organisationen samman med Ultimate Fighting Championship (UFC).

## Historia
WEC grundades 2001 och man anordnade sin första MMA-gala den 30 juni 2001 i Lemoore i Kalifornien. Av organisationens 24 första galor hölls 22 i Lemoore. År 2006 köptes organisationen av Zuffa, ägare av Ultimate Fighting Championship (UFC), och ett nära samarbete mellan de båda organisationerna inleddes Innan uppköpet anordnade WEC matcher i alla viktklasser, från supertungvikt till bantamvikt, men efter uppköpet valde man att satsa på de lägre viktklasserna. Man valde att enbart satsa på lättvikt, fjädervikt och bantamvikt.
I juni 2010 anordnade WEC för första gången en gala utanför USA när man valde att hålla WEC 49 i Edmonton i Kanada.
I oktober 2010 meddelade man att UFC och WEC skulle slås ihop i början av 2011. Efter sammanslagningen skulle UFC ta över WEC:s viktklasser, UFC saknade innan sammanslagningen fjädervikt och bantamvikt. WEC anordnade sin sista gala, nummer 53 i ordningen, den 16 december 2010. Därefter blev organisationens fjäder- respektive bantamviktmästare José Aldo och Dominick Cruz nya mästare i UFC medan lättviktsmästaren Anthony Pettis blev lovad en match mot UFC:s lättviktsmästare.

## Sista titelhållare
När organisationen slogs ihop med UFC i början av 2011 var följande personer titelhållare:
| Viktklass män | Högsta tillåtna vikt | Mästare        | Sedan            | Antal titelförsvar |
| ------------- | -------------------- | -------------- | ---------------- | ------------------ |
| Lättvikt      | 70 kg                | Anthony Pettis | 16 december 2010 | 0                  |
| Fjädervikt    | 66 kg                | José Aldo      | 18 november 2009 | 2                  |
| Bantamvikt    | 61 kg                | Dominick Cruz  | 6 mars 2010      | 2                  |

Bland andra kända före detta mästare i WEC finns bland andra:
Lätt tungvikt
- Frank Shamrock

Mellanvikt
- Chris Leben
- Paulo Filho

Weltervikt
- Nick Diaz
- Karo Parisyan
- Carlos Condit

Lättvikt
- Gilbert Melendez
- Benson Henderson

Fjädervikt
- Urijah Faber
- Mike Brown

Bantamvikt
- Miguel Torres